# اشتباكات أرومية
اشتباكات أرومية (فبراير 1918) أو ثورة أرومية كانت سلسلة من الاشتباكات وانتفاضة إسلامية في مدينة أرومية بين المتطوعين الآشوريين ، بقيادة آغا بطرس ومالك خوشابا، ضد رئيس بلدية المدينة إرشاد همايون وأنصاره، بمن فيهم الجنرال أرشد الملك. وقد نجمت هذه الانتفاضة عن الانسحاب الروسي من إيران القاجارية نتيجة الثورة الروسية . وكان الدافع وراء الانتفاضة هو إبادة السلطة المسيحية في المنطقة، انتهت في النهاية إلى انتصار المتطوعين الآشوريين واستسلام المسلمين.

## خلفية
في 11 يناير، وقعت المعركة الأولى بين الآشوريين والحكومة الإيرانية عندما غادر 55 جنديًا آشوريًا من أصل 100 جندي متمركزين سالاماس متوجهين إلى جولفا للحصول على ملابس للجيش حيث تعرضوا لكمين وقتلوا على يد الجيش الإيراني، وبعد فترة وجيزة هاجم الإيرانيون الآشوريين المتمركزين في خوي ولكن تم صدهم ولم يحتفظ الآشوريون إلا بـ 42 من أصل 100 جندي أصلي بعد هذه الاشتباكات. تم إبلاغ البطريرك مار بنيامين شمعون بهذه الحادثة بسرعة والذي بعد أن رأى سلاح الفرسان الإيراني يغادر تبريز ويتجه نحو أرومية، أرسل مندوبين بما في ذلك آغا بطرس إلى رئيس بلدية أرومية إرشاد همايون الذي قال إن عمليات القتل لن تتوقف مما ترك المندوبين الآشوريين حزينين. بعد سماع الأخبار، رتب مار بنيامين اجتماعًا مع المجلس المركزي للآشوريين والأرمن وهناك توصلوا إلى اتفاق على القتال إذا حاول الإيرانيون طردهم.
في التاسع من فبراير، كان بعض الآشوريين يدخلون المدينة من البوابة الغربية عندما أطلق جنود أرشد الملك النار عليهم وقتلوهم. بعد ذلك بوقت قصير، أرسل أرشد الملك قوة خاصة لمحاصرة آغا بطرس في منزله الكائن في الحي المسيحي بأرومية. طلب آغا بطرس من عائلته الاختباء، ثم أطلق النار عليهم من مدفع رشاش كان قد زرعه في موقع داخل المبنى، بينما كانت جدران ونوافذ قصره تُخترق برصاصهم. قلّص بسرعة وفعالية صفوف المهاجمين، حتى أنهم تركوا وراءهم أكوامًا من قتلاهم وجرحاهم، ثم فروا تاركين وراءهم قتلاهم. 

## معركة
بعد ذلك بوقت قصير، أُرسلت قوة آشورية قوامها 600 فرد لاحتلال مبنى الجمارك في المدينة، ثم توجه آغا بطرس إلى قرية تُدعى هايبربات لإحضار أسلحة ومدافع، حيث ترك المدربون الروس هناك، ووصلوا بعد ذلك إلى أرومية. وهناك انتظروا ليروا ما إذا كان الإيرانيون سيبدؤون الهجوم، إذ لم يرغب الآشوريون في بدء أعمال عدائية. بعد ذلك بوقت قصير، هاجم الجيش الإيراني مستودع أسلحة بينما كان الجيش الآشوري يتناول طعامه، مما أجبر الآشوريين على شن هجوم مضاد على الإيرانيين.
تحصن الآشوريون وبدأوا الاشتباك. أُمر الآشوريون بالتمسك بمواقعهم مهما كلف الأمر. وبعد فترة وجيزة، أُرسل 150 مقاتلاً إلى مستودع الأسلحة لتحريره، حيث استخدموا القنابل اليدوية والحراب لتحرير مستودع الأسلحة وقتلوا العديد من الإيرانيين.
أوقف آغا بطرس التقدم الإيراني في أجزاء من المدينة الخاضعة لسيطرة الآشوريين. بعد ذلك بوقت قصير، كان البطريرك مار بنيامين والجنرال آغا بطرس يفكران فيما سيفعلانه في اليوم التالي. ولكن بعد ذلك بوقت قصير، قاد كل من الجنرال أرشد الملك والجيش الإيراني وإرشاد همايون محاولة أخرى لهزيمة الآشوريين، لكن الآشوريين أحبطوا هذه المحاولة أيضًا وظلوا في نفس المواقع التي كانوا عليها طوال اليوم. في اليوم الأول من المعركة، سقط الجزء الغربي بأكمله من المدينة في أيدي الآشوريين. خلال الليل، تمركزت قوات إضافية في المدينة، وعند إحدى البوابات الغربية، تقرر احتلال بعض المواقع الأخرى في الجزء الجنوبي من المدينة بوحدات أصغر، حيث كانت البوابة أيضًا قريبة من مهمة أمريكية. عند البوابة الجنوبية، تمركز مالك خوشابا مع حوالي مائتي من مقاتليه التياريين. كان موقعهم مواجهًا مباشرة للأجزاء القديمة من المدينة، والتي ستسيطر عليها في صباح اليوم التالي قوات كبيرة جدًا من القوات الإيرانية. وفي مؤخرة مقاتلي تياري وعلى بعد نصف ميل تقريبًا خارج سور المدينة كان هناك حصن آخر استولى عليه فرسان كاراداغ.
في صباح يوم السبت العاشر من فبراير، اندلعت أعمال عدائية مماثلة في المدينة وخارجها. كانت بعض القوات الآشورية تحمل ذخيرة لرفاقها الذين تعرضوا للهجوم داخل أسوار أرومية، عندما اعترضهم فرسان كاراداغ الذين خرجوا من الحصن وحاولوا الاستيلاء على الذخيرة والمدفع اللذين أحضروهما بناءً على دعوة آغا بطرس. هُزم مقاتلو كاراداغ بقيادة ضباطهم الفرس، وفرّوا عائدين إلى ملجأ الحصن. نصب الآشوريون مدافعهم على الحصن ثم استولوا عليه بالهجوم. هُزم الفرسان المشهورون، وكان من بين قتلاهم جثة رضا خان، القائد الفارسي. في هذه الأثناء، صدّ رجال مالك خوشابا، الذين كانوا عند البوابة الجنوبية وقبالة الأجزاء الدفاعية القديمة داخل الأسوار، قوات أرشد الملك. حاصروا الأجزاء الدفاعية واستولوا على ذلك الحصن. تقدمت القوات الآشورية المتمركزة في الشارع الرئيسي المؤدي إلى البوابة الغربية المعروفة ببوابة شرباش شرقًا داخل المدينة، وصدت قوات أرشد الملك. أخلى سكان أرومية المسلمون الشوارع وبدأوا حرب عصابات من أسطح منازلهم ونوافذها. وقلقًا على حياة رجاله، أصدر آغا بطرس أوامره للقوات بوقف تقدمها.
وبعد استسلام الفرس بفترة وجيزة، وبدء مسلمي أرومية في التلويح بالأعلام البيضاء للاستسلام، استسلم أرشد الملك بينما ركض رئيس البلدية أرشد همايون إلى المونسنيور الفرنسي سونتاغ الذي قتله أرشد في النهاية مع مار توما أودو .
وفي هذه المعركة خسر الإيرانيون أكثر من ألف شخص، وخسر الآشوريون ما لا يقل عن ثمانين شخصًا.
تم منح مقاتلي تياري الفضل الرئيسي لجهودهم في المعركة.

## العواقب
كانت المدينة لا تزال تحت حراسة القوات الآشورية عندما أرسل البطريرك مع مستشاريه وجنرالاته أيضًا ممثلي القوى المتحالفة لسماع الشروط التي أعدها لقبول مسلمي أرومية للاستسلام وأيضًا لجعلهم حاضرين عندما وقع الملالي المسلمون على تلك الشروط.
قبل المسلمون الشروط المقدمة لهم ووضعوا توقيعاتهم وأقسموا على عهودهم.

## أنظر أيضا
مذبحة أرومية (1918)